# Frankfurter Neue Presse
Le Frankfurter Neue Presse est un journal quotidien allemand local publié à Francfort-sur-le-Main.

## Histoire
Le FNP est fondé le 15 avril 1946 sous licence du gouvernement militaire américain en tant qu'homologue conservateur de l'organe libéral de gauche Frankfurter Rundschau. C'est le 32e journal de la zone américaine. Hugo Stenzel et August Heinrich Berning reçoivent la licence GH 201 et Leopold Goldschmidt prend sa place le 5 août 1947.
À partir du 20 janvier 1949, Stenzel est le seul éditeur jusqu'à sa mort le 20 juillet 1964. Werner Wirthle, directeur général de la société de Francfort, et Volker W. Grams, directeur général responsable de 1991 à fin mars 2007, lui succèdent. Son successeur est Hans Homrighausen le 1er avril 2007. Oliver Rohloff est directeur général depuis mars 2015.
L'équipe éditoriale de la Frankfurter Neue Presse est initialement hébergée dans les locaux de l'ancien Frankfurter General-Anzeiger, Rahmhofstrasse 4. Les droits de propriété du Frankfurter General-Anzeiger sont acquis auprès de la société Horstmann en 1949.
Le 1er août 1955, la Frankfurter Societäts-Druckerei GmbH, propriétaire des droits d'édition du Frankfurter Zeitung, publié jusqu'en 1943, éditeur du Frankfurter Illustrierte et du magazine Die Gegenwart, prend une participation dans la maison d'édition Neue Presse GmbH. L'actionnaire majoritaire de l'entreprise et en même temps de la Frankfurter Allgemeine Zeitung (FAZ) était la Fazit-Stiftung.
Avec le rachat majoritaire du Frankfurter Rundschau (FR) par la Frankfurter Societät et le FAZ, tous les principaux journaux locaux de Francfort fusionnent économiquement en 2013. Au cours des années suivantes, les échanges de contenus éditoriaux entre FR et FNP s'intensifient. Début février 2018, les parts de la Fazit-Stiftung et du FAZ dans FNP et FR sont vendus à la Zeitungsholding Hessen. L'Office fédéral de lutte contre les cartels approuve la vente début mars 2018, « parce que cela mettrait fin au monopole du groupe FAZ sur la ville. » Le changement de propriétaire est finalisé début avril 2018.
En août 2021, la Zeitungsholding Hessen et VRM (Medienunternehmen) envisagent de se vendre plusieurs journaux locaux, ce qui affecterait également des titres locaux du FNP. Les transactions sont partiellement finalisées le 1er octobre 2022 ; le rachat de Nassauische Neue Presse par VRM est examiné par l'Office fédéral de lutte contre les cartels.

## Distribution
Le journal est publié et imprimé par Frankfurter Societäts-Medien GmbH.
L'édition urbaine du FNP couvre le centre-ville de Francfort ainsi que les quartiers sud, nord et est. Plusieurs en-têtes, qui diffèrent par leur partie régionale ou locale et leur titre, couvrent le reste de la zone de distribution :
- Höchster Kreisblatt pour les quartiers ouest de Francfort et l'arrondissement de Main-Taunus (ancien arrondissement d'Höchst)
- Nassauische Neue Presse pour la région de la Hesse centrale autour du Limbourg ainsi que pour les communes proches de la frontière dans l'arrondissement de Westerwald et l'arrondissement de Rhin-Lahn en Rhénanie-Palatinat
- Taunus-Zeitung avec l’Usinger Neue Presse pour l'arrondissement du Haut-Taunus
- Bad Vilbeler Neue Presse pour Bad Vilbel, Karben, la Wetterau et certaines parties de l'arrondissement de Main-Kinzig.
- Neu-Isenburger Neue Presse pour Neu-Isenburg, Dreieich, Langen, Mörfelden-Walldorf, l'arrondissement d'Offenbach, Kelsterbach, Raunheim et d'autres parties de l'arrondissement de Groß-Gerau.
- Rüsselsheimer Echo pour la ville de Rüsselsheim am Main et les communes environnantes de Raunheim, Bischofsheim, Ginsheim-Gustavsburg, Groß-Gerau, Nauheim et Trebur. Le Rüsselsheimer Echo fut repris mi-2015. Auparavant, il s'agissait d'une édition régionale du Darmstädter Echo.